# Chrysops italicus
Chrysops italicus är en tvåvingeart som beskrevs av Johann Wilhelm Meigen 1804. Chrysops italicus ingår i släktet Chrysops och familjen bromsar. Inga underarter finns listade i Catalogue of Life.